# Romance (filme de 1930)
Romance (Romance, no original em inglês) é um filme estadunidense de 1930, do gênero drama, dirigido por Clarence Brown e estrelado por Greta Garbo e Lewis Stone.

## Produção

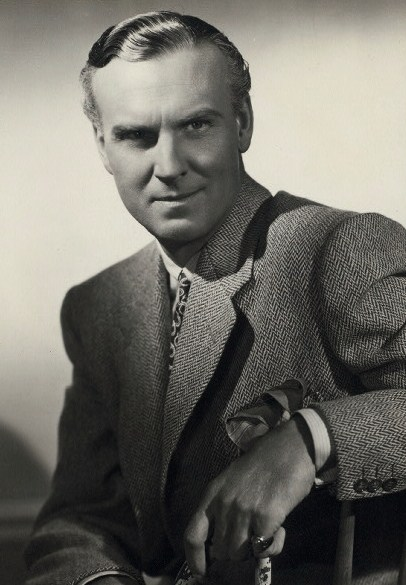
Ainda inexperiente, Gavin Gordon (aqui em fotografia de divulgação tirada vinte anos mais tarde), foi alçado a parceiro de Greta Garbo em Romance. Sua falta de carisma, contudo, relegou-o a papéis secundários em filmes como Bride of Frankenstein e The Bat.

Romance foi o segundo filme sonoro de Greta Garbo, precedido por Anna Christie. Ambos foram feitos no mesmo ano, ambos foram dirigidos por Clarence Brown e ambos receberam indicações ao Oscar de Melhor Diretor e de Melhor Atriz. (Anna Christie recebeu uma terceira indicação, a de Melhor Fotografia).
Sueca, Garbo conseguiu fazer com que sua voz de contralto soasse como a de uma soprano italiana, o que confirmou sua habilidade com diálogos.
Ao contrário de Anna Christie, rodado no ambiente nada glamuroso dos marinheiros, Romance devolveu Garbo a cenários luxuosos, onde ela volta a viver uma história de amor sofisticada. Seu par é Gavin Gordon, ator em início de carreira e bastante inadequado para o papel.
A peça homônima de 1913, do dramaturgo Edward Sheldon, já fora adaptada para um filme mudo em 1920, um sucesso internacional estrelado por Doris Keane.

## Sinopse
O padre Tom apaixona-se por Rita Cavallini, uma cantora de ópera. Mas Rita está presa ao rico Cornelius Van Tuyl, seu antigo amor, o que dificulta as coisas. A história é contada pelo agora bispo Tom ao jovem Harry, que deseja casar-se com uma atriz.

## Premiações
| Patrocinador                                  | Prêmio    | Categoria                                | Situação |
| --------------------------------------------- | --------- | ---------------------------------------- | -------- |
| Academia de Artes e Ciências Cinematográficas | Oscar     | Melhor Diretor Melhor Atriz (Greta Garbo | Indicado |
| National Board of Review                      | NBR Award | Dez Melhores Filmes de 1930              | Vencedor |

## Elenco
| Ator/Atriz      | Personagem          |
| --------------- | ------------------- |
| Greta Garbo     | Rita Cavallini      |
| Lewis Stone     | Cornelius Van Tuyl  |
| Gavin Gordon    | Tom Armstrong       |
| Elliott Nugent  | Harry               |
| Florence Lake   | Susan Van Tuyl      |
| Clara Blandick  | Senhorita Armstrong |
| Henry Armetta   | Beppo               |
| Mathilde Comont | Vannucci            |
| Rita De Liguoro | Nina                |